# Abbatiale Saint-Yved de Braine
 (juin 2013).
L’abbatiale Saint-Yved est une église de Braine, nécropole des comtes de Dreux. Elle fut consacrée à saint Yved dont les reliques furent amenées à Braine (Braisne) au IXe siècle. Primitivement chapitre de chanoines séculiers, l'abbaye de Braine fut donnée à l'ordre des Prémontrés par l'évêque de Soissons en 1130.
Braine, ancienne terre chargée d’histoire au croisement d’une antique voie romaine, fut très tôt la résidence de plaisance des premiers rois mérovingiens et carolingiens. D’héritage en héritage, elle finit par être la propriété des comtes de Dreux, la branche cadette des Capétiens. Cette dernière fortifie le château de la Folie que la Première Guerre mondiale transforme en ruines. Du château du bas, aujourd’hui disparu, il ne subsiste que les pilastres d’entrée et les celliers. Du Moyen Âge demeure également une maison à colombage, ainsi que l’église abbatiale Saint-Yved.
Cette église fait l’objet d’un classement au titre des monuments historiques par la liste de 1840.

## Histoire

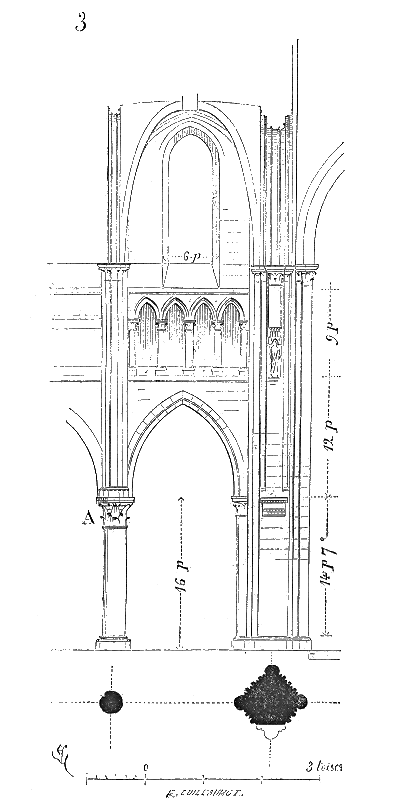
Une travée de la nef de l'église Saint-Yved-et-Notre-Dame.

Cette église abbatiale fut construite à la demande d'Agnès de Baudement, épouse de Robert Ier de Dreux, d'après les plans d'André de Baudement. Elle se distingue par le tympan du portail central, qui a pu être sauvé. Celui-ci a été reconstitué au revers de la façade actuelle. Privée aujourd’hui de ses quatre dernières travées, la nef à triple élévation s’unit au transept par une remarquable tour-lanterne s’élevant à 33 m. Le plan de l'abside présente une disposition excellente et rare. Les sculptures du portail sont en partie déposées au musée de Soissons.
L'abbatiale fut la nécropole princière des comtes capétiens de Dreux et fut du IXe siècle à la Révolution française dépositaire des reliques de saint Yved et saint Victrice. La translation des reliques en la cathédrale de Rouen aura lieu au XIXe siècle.
L'église Saint-Yved-et-Notre-Dame contenait, avant la Révolution, de magnifiques tombes recouvertes par des dalles en cuivre émaillé, dont les dessins se trouvent aujourd’hui dans la collection Gaignères de la bibliothèque Bodléienne d'Oxford.
L'abbaye ayant souffert énormément de la Révolution, fut peu à peu démolie. Les verrières de la cathédrale de Soissons sont réparées en 1816 ou 1817, en intégrant des panneaux de verre peint provenant de l'église abbatiale Saint-Yved de Braine, en cours de démolition à cette époque 
Au XIXe siècle, l'abbatiale devint église paroissiale de Braine, après avoir subi une importante campagne de travaux, de 1828 à 1837.
Après les dommages de la guerre de 1914-1918, Jacques Gruber a réalisé entre 1924 et 1929 une superbe série de 21 vitraux. Dans trois chapelles et sur la rose nord, il reprend les codes esthétiques des verrières de la fin du XIXe siècle. En revanche, il a montré une grande liberté formelle et chromatique dans le chœur, la chapelle des fonts baptismaux et la rose sud. En témoignent notamment la verrière du baptême du Christ, la rose du transept sud (les vertus de la Vierge Marie) et la baie de la fontaine de vie du déluge.

« … peu d'édifices indiquent mieux que ne le fait l'église de Saint-Yved de Braisne le système symétrique employé par ces maîtres de l'architecture de la fin du XIIe… »

— Dictionnaire raisonné de l'architecture[réf. incomplète]
En 2016, un budget prévisionnel de quatre millions d'euros est estimé pour des travaux de restauration. Ces travaux débutent en 2020 pour s'achever fin 2021.

## Personnalités inhumées en l'abbaye
- Robert de France, comte de Dreux († 1188) et Agnès de Baudement († 1204), son épouse.
- Robert II de Dreux († 1218) et Yolande de Coucy († 1222), son épouse.
- Pierre Ier de Bretagne († 1250), duc de Bretagne.
- Robert III de Dreux († 1234).
- Robert IV de Dreux († 1282).
- Cœur de Jean Ier de Dreux († 1249) et Marie de Bourbon-Dampierre († 1274), son épouse.
- Robert de Dreux, vicomte de Beu et de Châteaudun († 1264) et Clémence de Châteaudun († 1259), son épouse.
- Amé II de Sarrebruck-Commercy.
- Robert II de Sarrebruck-Commercy.
- Guillemette de Sarrebruck, comtesse de Braine, dame de Montagu, épouse de Robert III de La Marck de Bouillon.
- Françoise de Brézé (1518-1574), fille de Diane de Poitiers, comtesse de Maulévrier, baronne de Mauny et de Sérignan. Épouse de Robert IV de La Marck, dit le Seigneur de Florange, duc de Bouillon, prince de Sedan, comte de Braine et de Maulévrier, mort empoisonné en 1556 sur ordre de l'empereur Charles Quint.